# Phacelia arizonica
Phacelia arizonica är en strävbladig växtart som beskrevs av Asa Gray. Phacelia arizonica ingår i Faceliasläktet som ingår i familjen strävbladiga växter. Inga underarter finns listade i Catalogue of Life.